# United States Army Intelligence
Die United States Army Intelligence (USAI) ist der Nachrichtendienst der Armee der Vereinigten Staaten. Zudem ist er ein Teil der im Jahr 1981 gegründeten United States Intelligence Community, der Gesamtheit aller Nachrichtendienste der Vereinigten Staaten. Army Intelligence übernimmt nachrichtendienstliche Aufgaben insbesondere für den Bedarf und den Schutz der Armee, aber auch für die anderen Teilstreitkräfte und die ganze Nachrichtendienstgemeinde. Der Army Intelligence ist Teil der Defense Intelligence Agency des US-Verteidigungsministeriums. Die Nachrichtendienstabteilung der United States Army wurde im Jahr 1885 als Military Intelligence Division (MID) gegründet.

## Auftrag
Die Aufgabe der US Army Intelligence ist es, durch Feindaufklärung die Anpassung der Army an die verschiedenen Gegebenheiten in verschiedenen Operationsgebieten vorzubereiten (z. B. Kenntnis über die Leistungsfähigkeiten und Schwächen der Waffen der gegnerischen Streitkräfte und die militärischen Fähigkeiten und Taktiken gegnerischer Verbände) sowie die Unterstützung der kriegsführenden Kommandanten durch Bereitstellung nachrichtendienstlicher Ressourcen, insbesondere die Ermöglichung der Ausbildung einer genauen Kenntnis der Feindlage, also der Stärke und Verteilung gegnerischer Truppen im Operationsgebiet, etwa durch Auffangen und Auswerten von Feindnachrichten, Fernspäher oder durch Sensoren. In der Praxis heißt dies, dass dem im Einsatz befindlichen Kommando alles Wissen, das zum Erfüllen der Mission nötig ist, bereitgestellt wird sowie Überraschungen auf diesem Gebiet ausgeschaltet werden. Dazu gehört auch die Erkenntnisse anderer Nachrichtendienste und Aufklärungsmittel, etwa Satellitenbilder, Radarbilder von AWACS-Flugzeugen, Aufklärungsflugzeugen der Luftwaffe, Nachrichten von Spionen in den Reihen der Gegner, die von anderen Nachrichtendiensten geführt werden etc. aufzubereiten für die Feindlagebilder für die Kommandanten und Stäbe der Armee.
Weitere Aufgaben sind die Spionageabwehr innerhalb des Apparates sowie die Terrorismusbekämpfung.
Von großer Bedeutung für die Bodenkriegführung ist die Gefangenenbefragung, das Anwerben von Spionen vor Ort und das Gewinnen von Zuträgern und Verbündeten in der örtlichen Bevölkerung. Das gilt vor allem bei längeren Kriegen und beim Halten eroberter und besetzter Gebiete.
Besonders wichtige Lieferanten von Nachrichten außerhalb der USAI sind das NRO mit seiner Satellitenaufklärung, die Codeknacker und Abhörspezialisten des NSA und die AIA, die im konkreten Operationsgebiet die Aufklärung der Luftwaffe leitet, mit ihren Spionageflugzeugen, Aufklärern, Drohnen und Radarflugzeugen.

## Organisation
Übergeordnete Behörde ist operativ der Director of National Intelligence, administrativ das US-Verteidigungsministerium. Die Struktur des Nachrichtendienstes wurde an dem Ziel ausgerichtet, die Kommandanten rechtzeitig mit exaktem und relevantem nachrichtendienstlichem Material zu unterstützen. Diese Aufgaben werden durch Einheiten wie z. B. der Abteilung des Deputy Chief of Staff for Intelligence (G2) sowie dem United States Army Intelligence and Security Command (INSCOM) ausgeführt. Die Personalstärke des Nachrichtendienstes wird auf ca. 28.000 Mitarbeiter geschätzt.